# Valdescorriel
Valdescorriel est une municipalité espagnole de la communauté autonome de Castille-et-León et de la province de Zamora. Au 1er janvier 2022, elle compte 130 habitants.

## Géographie et climat
Valdescorriel se trouve sur le plateau castillan-léonais à une altitude d'environ 735 m . La capitale provinciale Zamora est située à environ 58 km au sud-sud-ouest. La rivière  Cea traverse la commune. Le climat en hiver est assez froid et en été il va de chaud à très chaud ; Les précipitations sont rares (environ 457 mm/an) tout au long de l'année.

## Démographie
| Année     | 1970 | 1981 | 1991 | 2001 | 2011 | 2021 | 2022  |
| Einwohner | 358  | 243  | 214  | 199  | 154  | 126  | 130 . |

Le déclin  de la population dans la seconde moitié du XXe siècle est dû en grande partie à la mécanisation de l'agriculture et à la perte d'emplois qui en découle.

## Images

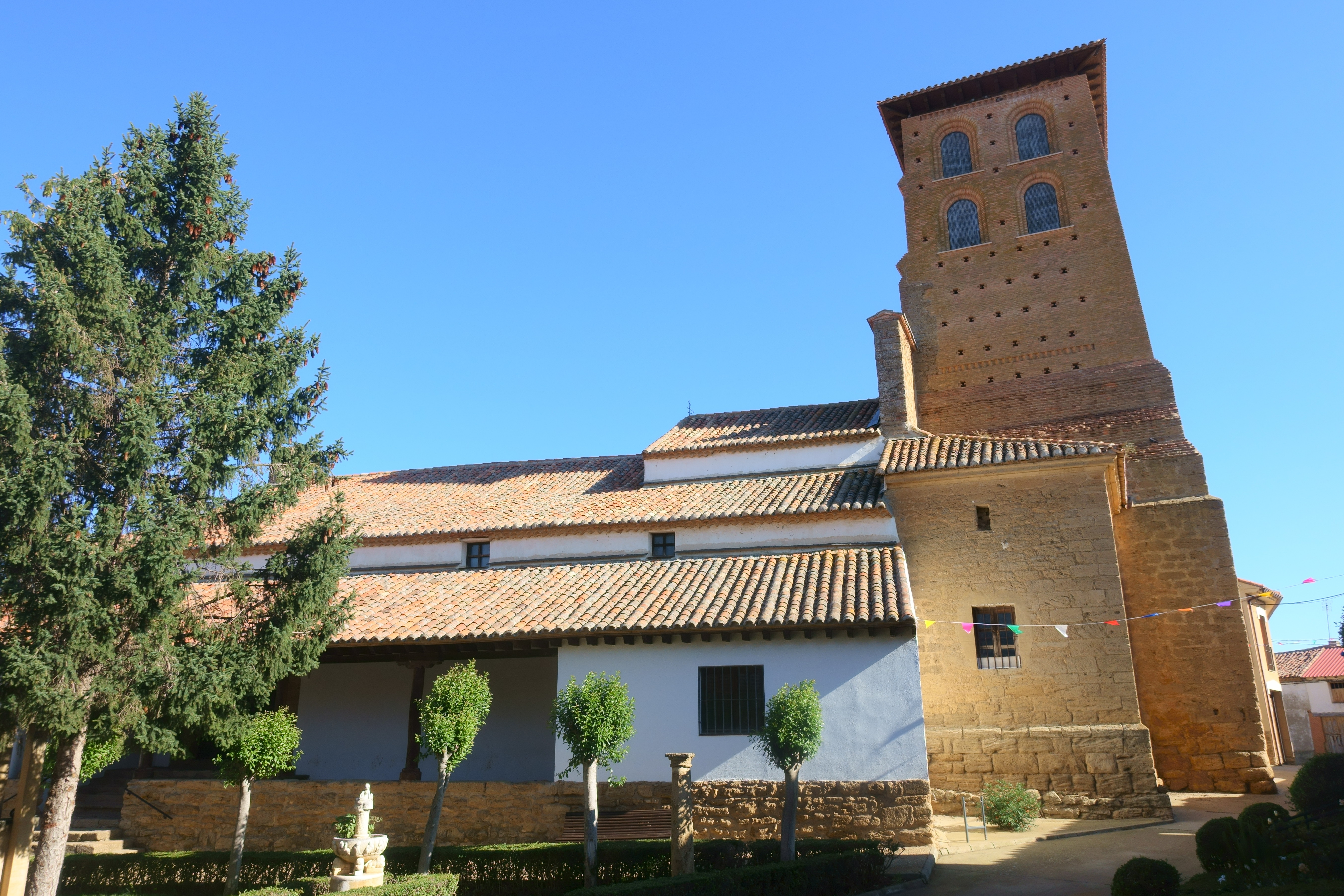
Église du Salvator
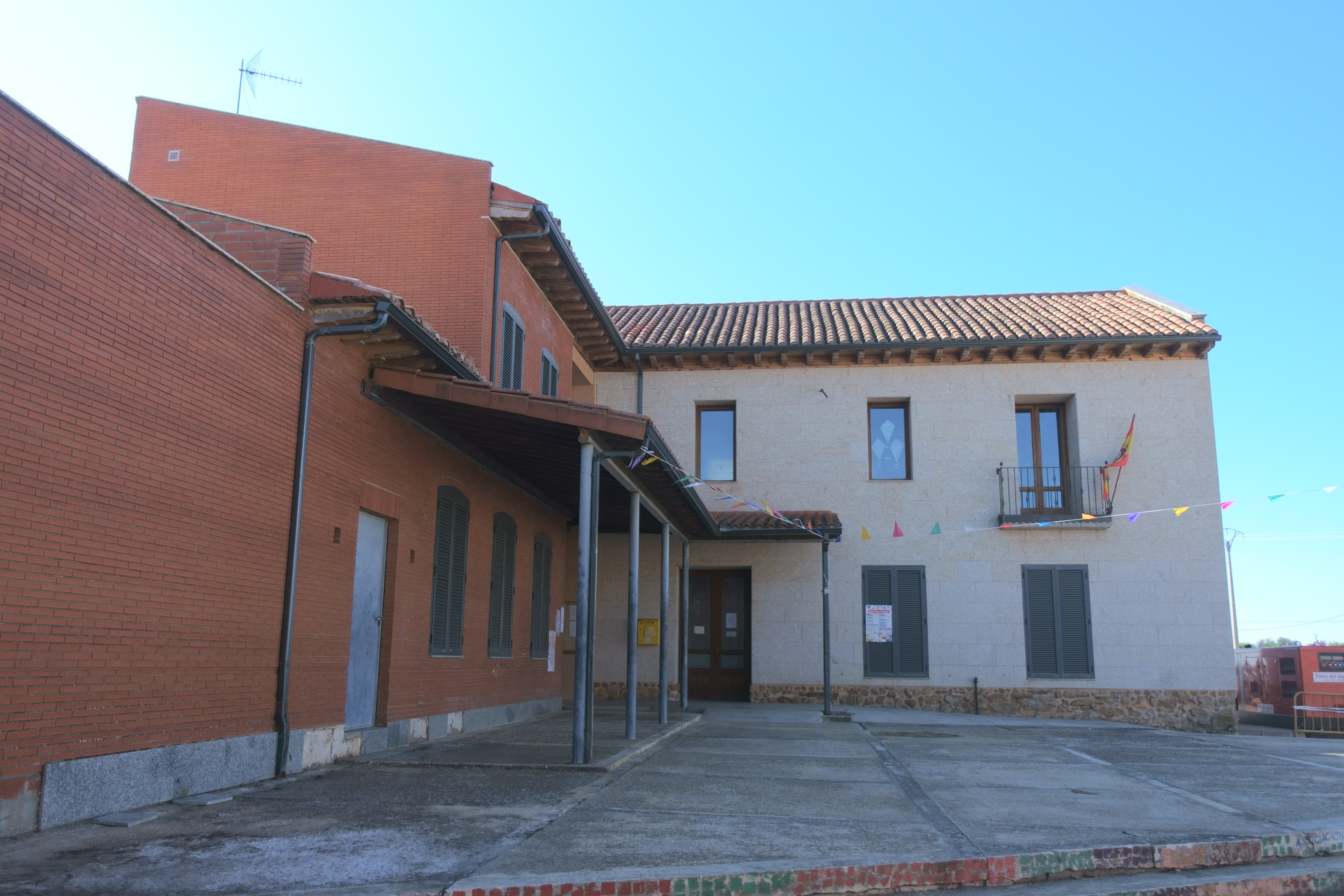
Mairie